# 名古屋市立東志賀小学校
名古屋市立東志賀小学校（なごやしりつ ひがししがしょうがっこう）は、名古屋市北区志賀町の公立小学校。

## 歴史

### 沿革
- 1961年（昭和36年） - 名古屋市立金城小学校分校が名古屋市立東志賀小学校として分離独立[WEB 1]。

### 児童数の変遷
『愛知県小中学校誌』（2018年）によると、児童数の変遷は以下の通りである。
| 1961年（昭和36年） | 668人  |  |
| 1967年（昭和42年） | 1101人 |  |
| 1977年（昭和52年） | 1103人 |  |
| 1987年（昭和62年） | 670人  |  |
| 1997年（平成9年）  | 530人  |  |
| 2007年（平成19年） | 414人  |  |
| 2017年（平成29年） | 388人  |  |

## 通学区域
所管する名古屋市教育委員会は、2016年（平成28年）9月1日現在、北区のうち、大野町1～4丁目・黒川本通・志賀町・志賀南通・稚児宮通・辻本通1丁目（一部）・天道町1丁目（一部）・長喜町1～3丁目・長喜町4丁目（一部）・萩野通1丁目（一部）・鳩岡町（一部）を通学区域として指定している。
また、卒業後の進学先は名古屋市立北陵中学校となっている。

## 交通アクセス
名古屋市営バス北図書館停留所が最寄りバス停となっている。

### 書籍
1. ↑  六三制教育七十周年記念 愛知県小中学校誌 合同記念誌編集特別委員会 2018, p. 178.